# Sanisko w Bykowcach
Sanisko w Bykowcach este o arie protejată (sit de importanță comunitară — SCI) din Polonia întinsă pe o suprafață de 79,77 ha, integral pe uscat.

## Localizare
Centrul sitului Sanisko w Bykowcach este situat la coordonatele 49°32′20″N 22°15′54″E / 49.5388°N 22.2649°E.

## Înființare
Situl Sanisko w Bykowcach a fost declarat sit de importanță comunitară în octombrie 2009 pentru a proteja 5 specii de animale.

## Biodiversitate
Situată în ecoregiunea continentală, aria protejată conține 5 habitate naturale: Lacuri eutrofice naturale cu vegetație de tip Magnopotamion sau Hydrocharition, Liziere de ierburi înalte hidrofile de câmpie și de nivel montan până la alpin, Fânețe de joasă altitudine (Alopecurus pratensis, Sanguisorba officinalis), Păduri de stejar și carpen Galio-Carpinetum, Păduri aluvionare cu Alnus glutinosa și Fraxinus excelsior (Alno-Padion, Alnion incanae, Salicion albae).
La baza desemnării sitului se află mai multe specii protejate:
- amfibieni (2): izvoraș-cu-burta-galbenă (Bombina variegata), triton cu creastă (Triturus cristatus)
- mamifere (2): castor (Castor fiber), vidră de râu (Lutra lutra)
- pești (1): țipar (Misgurnus fossilis)